# دیکمه‌تاش (دمیراوزو)
دیکمه‌تاش (به ترکی استانبولی: Dikmetaş، به کردی: Axgî) یک منطقهٔ مسکونی در ترکیه است که در دمیراوزو واقع شده‌است. دیکمه‌تاش ۲۲۶ نفر جمعیت دارد.